# Брома
Брома (фр. Brommat) насеље је и општина у јужној Француској у региону Миди Пирене, у департману Аверон која припада префектури Родез.
По подацима из 2011. године у општини је живело 677 становника, а густина насељености је износила 15,64 становника/km². Општина се простире на површини од 43,28 km². Налази се на средњој надморској висини од 648 метара (максималној 933 m, а минималној 312 m).

## Демографија
| 1962. | 1968. | 1975. | 1982. | 1990. | 1999. | 2011. |
| ----- | ----- | ----- | ----- | ----- | ----- | ----- |
| 868   | 971   | 908   | 932   | 861   | 781   | 677   |

График промене броја становника у току последњих година